# Вена 1896
Вена 1896 — 5-й международный шахматный турнир. Проходил с 5 по 10 ноября 1896 года.
Состав включал 6 сильных игроков, пятеро из которых незадолго до этого участвовали в Будапештском турнире. Организован и проспонсирован Новым венским шахматным клубом. Сначала предполагалось устроить матч трёх шахматистов из Вены (К. Шлехтера, Г. Марко и А. Альбина) против гостей, но от этой идеи отказались.
Выиграл турнир Давид Яновский. Самыми красивыми были признаны сразу две партии турнира: Мизес—Яновский, Яновский—Марко, поэтому специальный денежный приз за красоту был поделен поровну между Д. Яновским и Ж. Мизесом. 

## Таблица
- 1. Давид Яновский — 3½ очка;
- 2. Карл Шлехтер — 3;
- 3—4. Шимон Винавер, Жак Мизес — по 2½;
- 5. Георг Марко — 2;
- 6. Адольф Альбин — 1½.